# Zuidas
O Zuidas (literalmente Eixo do Sul em holandês ) é um distrito comercial em rápido desenvolvimento na cidade de Amsterdã, na Holanda. A Zuidas também é conhecida como a 'Milha Financeira'. Situa-se entre os rios Amstel e Schinkel ao longo da circular A10 . As maiores influências para o desenvolvimento dos Zuidas são La Défense em Paris e Canary Wharf em Londres . Em tamanho, pode ser melhor comparado com o Noordruimte/Espace Nord em Bruxelas.
Grandes multinacionais como ABN-Amro e Akzo Nobel têm sua sede nesta nova área. Entre 1998 e 2004, o World Trade Center Amsterdam foi renovado e ampliado.